# بری بنن
بری بنن (انگلیسی: Barry Bannan؛ زادهٔ ۱ دسامبر ۱۹۸۹) بازیکن فوتبال اهل اسکاتلند است.
از باشگاه‌هایی که در آن بازی کرده‌است می‌توان به باشگاه فوتبال شفیلد ونزدی، باشگاه فوتبال دربی کانتی، باشگاه فوتبال بلکپول، باشگاه فوتبال استون ویلا، باشگاه فوتبال سلتیک، باشگاه فوتبال لیدز یونایتد، باشگاه فوتبال بولتون واندررز، و باشگاه فوتبال کریستال پالاس اشاره کرد.
وی همچنین در تیم‌های ملی فوتبال زیر ۲۱ سال اسکاتلند و اسکاتلند بازی کرده‌است.